# Эрленбах (Хайльброн)
Эрленбах (нем. Erlenbach) — община в Германии, в земле Баден-Вюртемберг.
Подчиняется административному округу Штутгарт. Входит в состав района Хайльбронн. Население составляет 4920 человек (на 31 декабря 2010 года). Занимает площадь 12,73 км².
Коммуна подразделяется на 2 сельских округа.

## Фотографии

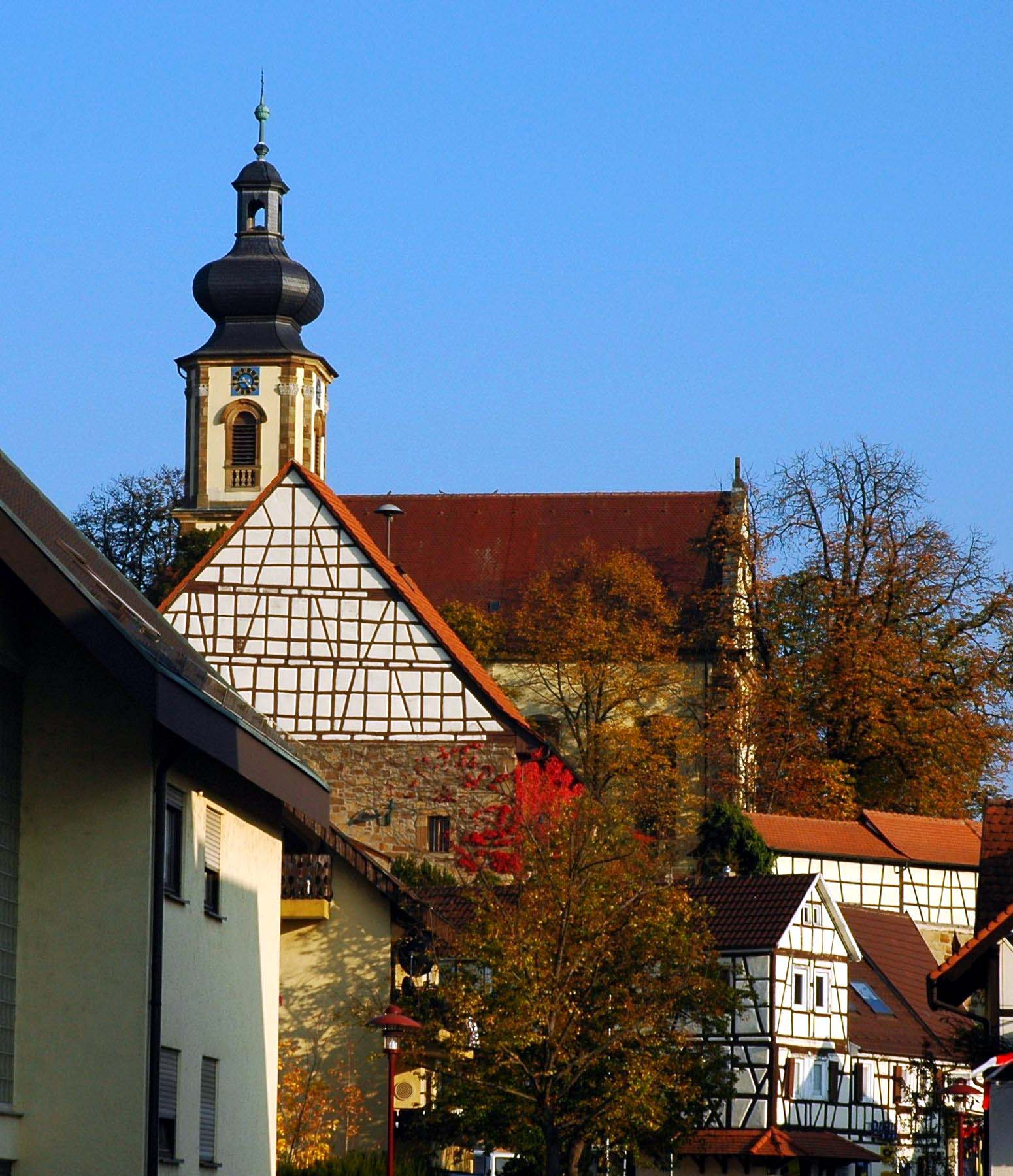
Церковь
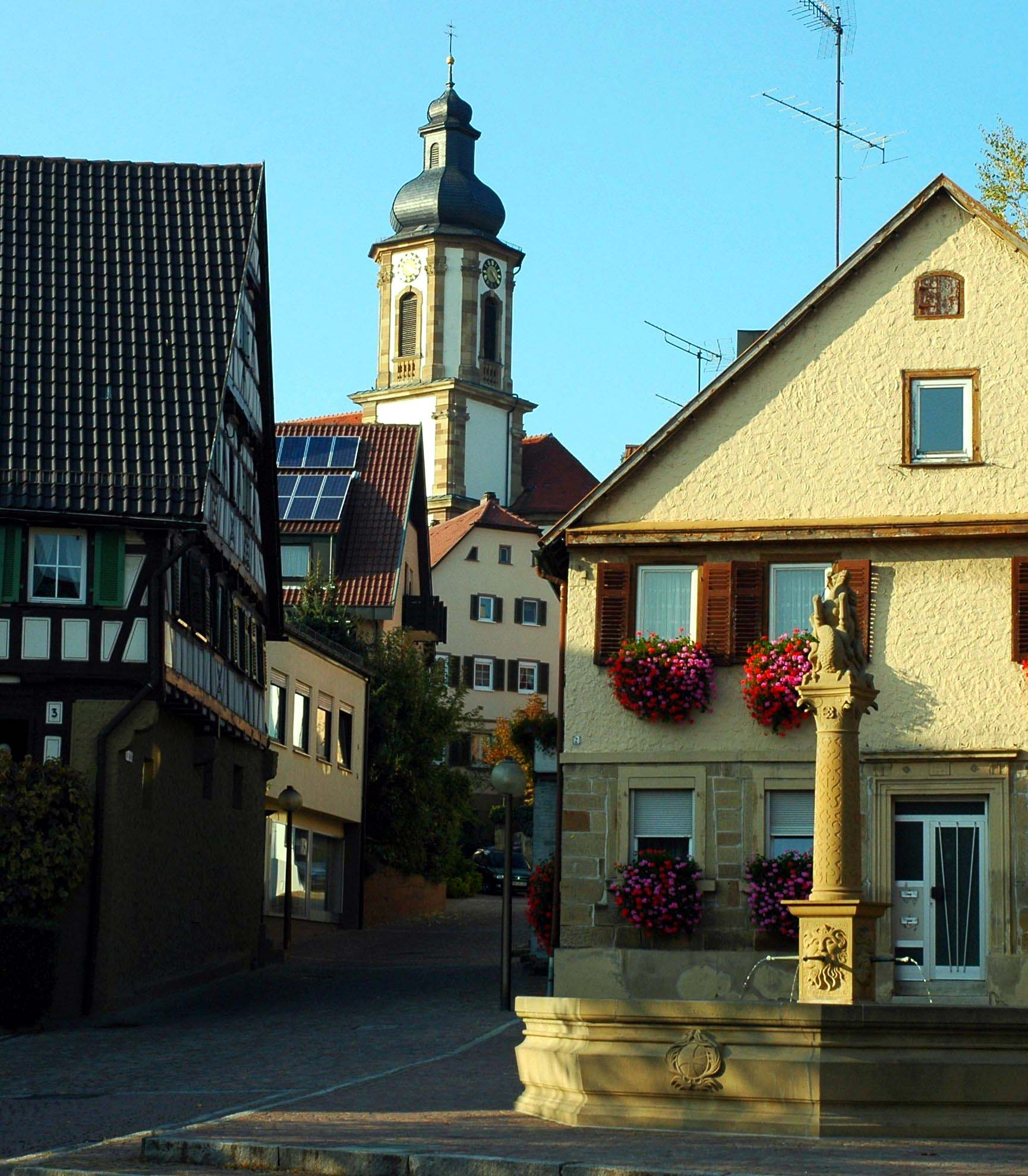
Рыночная площадь
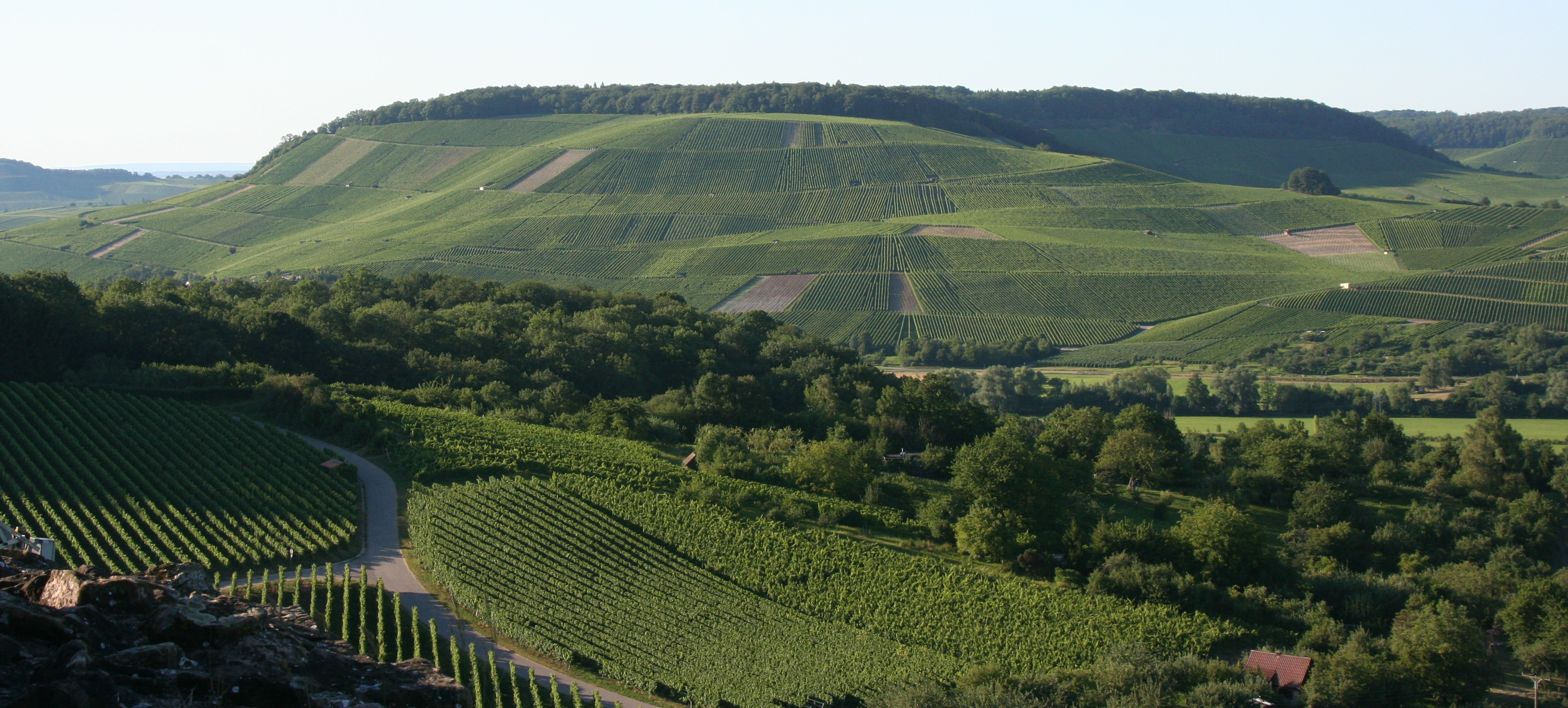
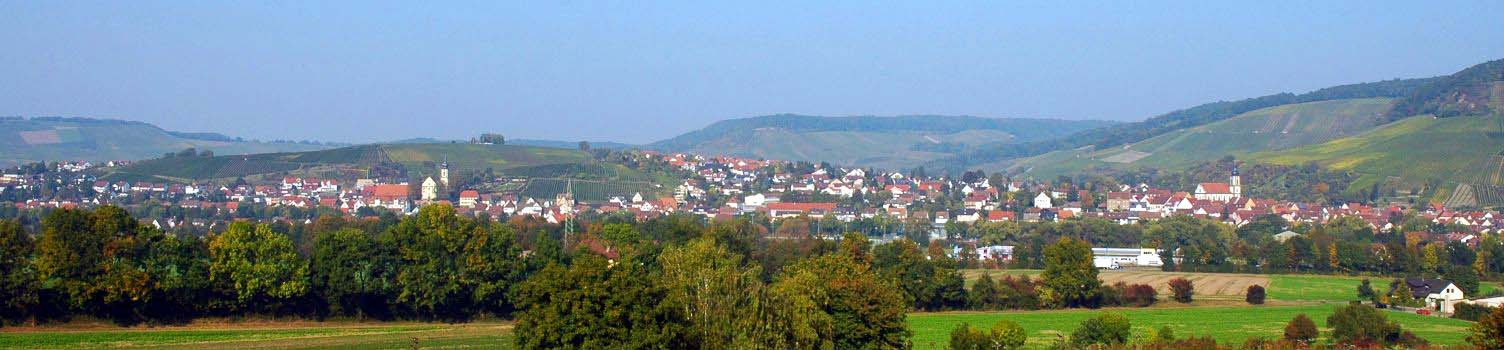
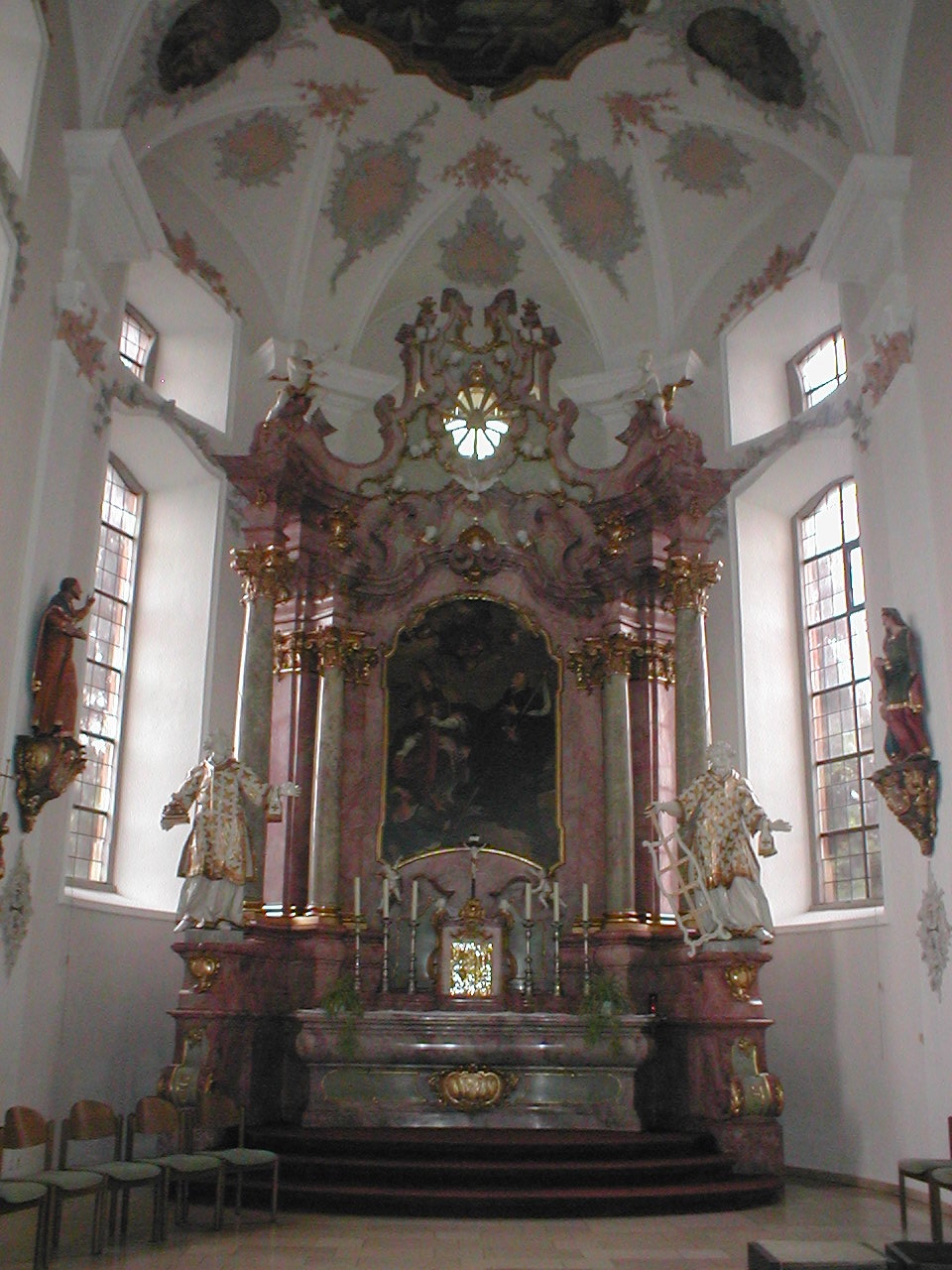
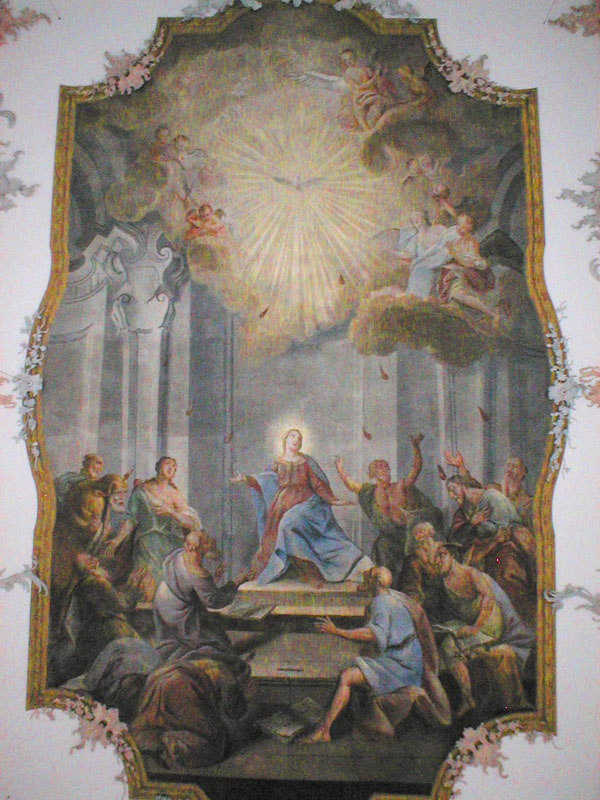
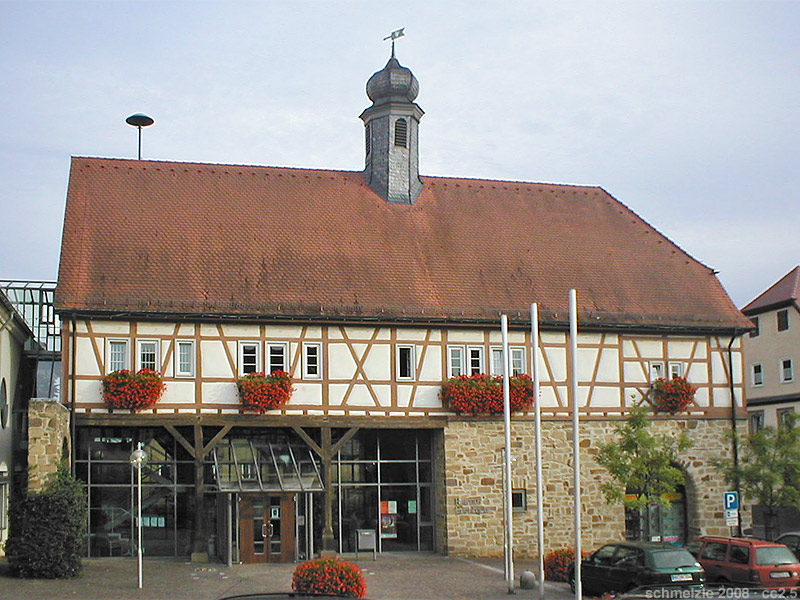
Ратуша